# Hof ter Saele

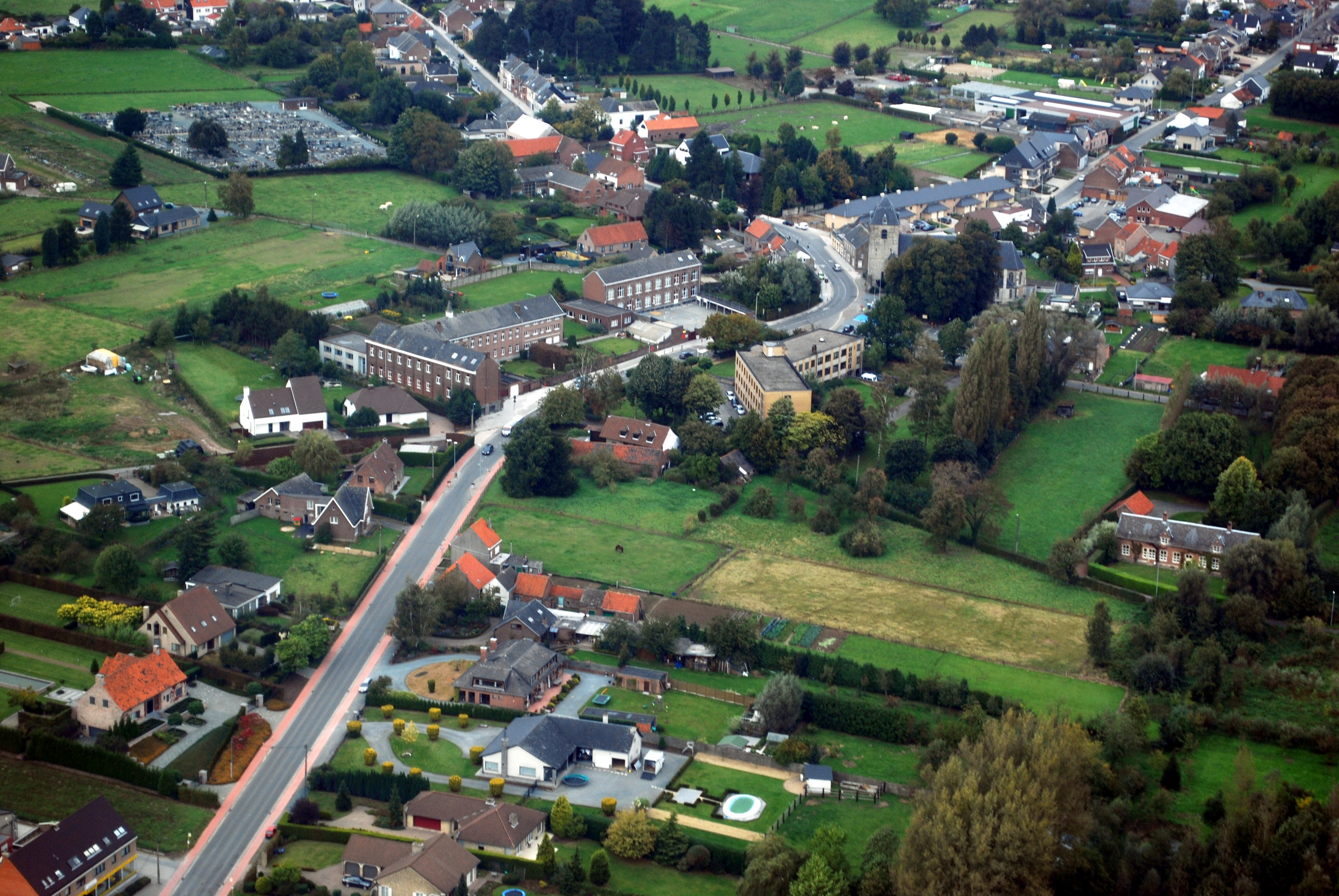
Overzichtsbeeld van centrum Hekelgem, de hoeve rechts in beeld is het Hof ter Saele

Het Hof ter Saele is de hoeve van het vergane middeleeuwse Kasteel van Hekelgem, gelegen in het centrum van de deelgemeente Hekelgem, onderdeel van de fusiegemeente Affligem in de Belgische provincie Vlaams-Brabant.
Een brand op het eind van de 16e eeuw verwoestte het volledige kasteelcomplex. De hoeve werd in 1643 heropgebouwd, gebruik makende van het afbraakmateriaal.
Het werd een tijd gebruikt als schepenbank van de Abdij van Affligem. De naam van de hoeve is afkomstig van de grote zaal waarin deze zetelde. Het zegel van deze schepenbank wordt op heden gebruikt als wapenschild van de gemeente Affligem. Na herhaaldelijke afbraken van de gebouwen tijdens godsdienstoorlogen kwam de hoeve uiteindelijk in 1802 in privé-handen terecht. Deze verkoop had te maken met de Franse Revolutie. Het woonhuis en aanliggend vrijstaande schuur werden in 1985 gerestaureerd naar hun huidige staat.